# Edwin Mills (Wirtschaftswissenschaftler)
Edwin Smith Mills (* 25. Juni 1928 in Collingswood, New Jersey; † 29. Oktober 2021) war ein US-amerikanischer Wirtschaftswissenschaftler und emeritierter Hochschullehrer. Er gilt als einer der Pioniere der Stadtökonomik.

## Leben
Nachdem Mills 1946 die Collingswood High School verlassen hatte, diente er zunächst bis Sommer 1947 in der US Army. Anschließend begann er im Herbst 1948 sein Studium der Wirtschaftswissenschaft an der Brown University. Dieses beendete er im Sommer 1951 als Artium Baccalaureus mit der Auszeichnung magna cum laude. Er wechselte an die University of Birmingham, wo er sein Studium im Rahmen des Fulbright-Programms fortsetzte. 1956 graduierte er mit dem akademischen Titel eines Ph.D., seine Abschlussarbeit mit dem Titel „The Theory of Inventory Decisions“ erhielt die Auszeichnung als beste eingereichte Arbeit des Jahres 1955. Parallel arbeitete er ab 1953 als Assistant Lecturer am University College of North Staffordshire, der heutigen Keele University.
1955 kehrte Mills in die Vereinigten Staaten zurück und ging an die Abteilung für Wirtschaftswissenschaft des Massachusetts Institute of Technology nach Boston. 1957 wechselte er als Assistant Professor an die Johns Hopkins University. Ab 1960 Associate Professor berief ihn die Hochschule im Sommer 1963 zum ordentlichen Professor. Drei Jahre später übernahm er die Leitung der Abteilung für politische Ökonomie. 1970 folgte er einem Ruf der Princeton University. An der Woodrow Wilson School of Public and International Affairs übernahm er bis 1976 den Gerald-L.-Phillippe-Lehrstuhl für Städteforschung. Anschließend war er bis 1987 Professor für Wirtschaftswissenschaften und zwischen 1975 und 1977 Leiter der wirtschaftswissenschaftlichen Abteilung. 1987 folgte Mills einem Ruf der Northwestern University, an deren renommierter Kellogg Graduate School of Management er den Gary-Rosenberg-Lehrstuhl übernahm. 1996 wurde er emeritiert, blieb aber der Universität in den folgenden Jahren mit weiteren Vorlesungen erhalten.
Gemeinsam mit Richard F. Muth und William Alonso erarbeitete Mills in den 1960er Jahren die Grundlagen der Regionalökonomie und Stadtökonomik. Mills und Muth ergänzten das von Alonso entwickelte Modell einer monozentrischen Stadtstruktur zur ökonomischen Beschreibung der Stadtentwicklung. Das Hauptaugenmerk Mills lag dabei insbesondere in der Beschreibung von Immobilienpreisen, -indizes und der -finanzierung, aber auch den Umwelteinflüssen auf die Wohnplatzwahl. Sein 1972 erstveröffentlichtes Hauptwerk Urban Economics – übersetzt in verschiedene Sprachen – erschien 1997 bereits in der fünften Auflage.

## Schriften
Die folgende Auflistung gibt eine Auswahl von Mills veröffentlichter Bücher wieder, zudem hat er zahlreiche Zeitschriftenartikel und Arbeitspapiere verfasst.
- Urban Economics. 1972.
- The Economics of Environmental Quality. 1978.
- The Burden of Government. 1986.
- mit John F. McDonald: The economics of housing markets. 1992.
- mit Charles Becker, Jeffrey G. Williamson: Indian Urbanization and Economic Growth Since 1960. 1992.